# Сатук (Бузау)
Сатук (рум. Sătuc) насеље је у Румунији у округу Бузау у општини Берка. Oпштина се налази на надморској висини од 148 m.

## Становништво
Према подацима из 2002. године у насељу је живело 751 становника, од којих су сви румунске националности.